# Johann Wilczek
Gróf Johann Nepomuk Wilczek (Bécs, 1837. december 7. – Bécs, 1922. január 27.) osztrák sarkkutató, tudományos kutatások mecénása.

## Élete
Wilczek régészetet, természettudományt és művészettörténetet tanult, majd 1863-ban Dél-Oroszországba – a Krímbe és a Kaukázusba – utazott. Az 1866-ban kitört porosz–osztrák–olasz háborúban önkéntesként részt vett a harcokban, 1868 és 1870 között afrikai expedíción vett részt.
Wilczek gróf volt a fő támogatója az osztrák–magyar északi-sarki expedíciónak, amelyet Julius von Payer és Karl Weyprecht vezettek 1872 és 1874 között. Jelentős vagyont áldozott a Tegetthoff gőzös megvételére és a szükséges felszerelés előteremtésére. Az expedíció egy új, addig ismeretlen földterületet fedezett fel az északi sarkkörön túl, a szigetcsoportnak a Ferenc József-föld nevet adták, egy szigetet Wilczek grófról neveztek el, Egy nagyobb szigetcsoportot pedig Wilczek-földnek. 
1875-ben Wilczek lett az elnöke az Osztrák Földrajzi Társaságnak, amely szervezet egyik célja volt, hogy állandó meteorológiai állomásokat állítson fel az északi-sark körül. 1882-ben a gróf saját költségén a Jan Mayen-szigeten építtetett meteorológiai állomást.
1874 és 1906 között újjáépíttetett egy monumentális kastélyt Bécs közelében, Leobendorfban (Kreuzenstein-kastély), amely helyet biztosított gazdag művészeti gyűjteményének.
1885-ben a bécsi Hadtörténeti Múzeum Rudolf trónörökös által elnökölt kuratóriumának tagja lett.
Johann Nepomuk Wilczek 1922. január 27-én halt meg Bécsben.